# Mistrovství světa v plážovém fotbale 2024
Mistrovství světa v plážovém fotbale 2024 bylo 22. ročníkem MS v plážovém fotbale, které se konalo v Spojených arabských emirátech, v hlavím městě Dubaj, v období od 15. do 25. února 2024. Jednalo se o celkový 22. ročník a o dvanáctý, který pořádala FIFA po tom, co šampionát vzala pod svoji záštitu místo Beach Soccer Worldwide. Účastnilo se ho 16 týmů, které byly rozděleny do 4 skupin po 4 týmech. Ze skupiny postoupily do vyřazovací fáze první a druhý celek. Vyřazovací fáze zahrnovala 8 zápasů. Šestý titul získala Brazílie, která porazila ve finále Itálii 6:4. Nováčkem turnaje byl tým Kolumbie a Egypta. Na turnaj se původně kvalifikovala také Ukrajina, ale 27. září 2023 bylo oznámeno, že Ministerstvo mládeže a tělovýchovy Ukrajiny odmítlo schválit účast týmu na mistrovství světa. Rozhodnutí bylo učiněno kvůli účasti běloruského týmu v souvislosti s invazí na Ukrajinu. Ukrajinu nahradilo Španělsko.

## Stadion
Mistrovství se odehrálo na jednom stadionu v jednom hostitelském městě: Dubai Design District Stadium (Dubaj).
| Dubaj                         |
| ----------------------------- |
| Dubai Design District Stadium |
| Kapacita: 3500 Dubaj          |

### Kvalifikace
| - Severní, Střední Amerika a Karibik (CONCACAF) - Mexiko - USA - Jižní Amerika (CONMEBOL) - Kolumbie - Brazílie - Argentina |  | - Evropa (UEFA) - Itálie - Portugalsko - Bělorusko - Španělsko - Asie (AFC) - Japonsko - Írán - Omán |  | - Afrika (CAF) - Egypt - Senegal - Oceánie (OFC) - Tahiti - Hostitel - Spojené arabské emiráty |

### Skupinová fáze
| Vysvětlivky                                           |
| ----------------------------------------------------- |
| Týmy na prvních dvou místech postupují do čtvrtfinále |
| Vítěz zápasu je tučně zvýrazněn                       |

Čas každého zápasu je uveden v lokálním čase.

#### Skupina A
| Tým                     | Z | V | R | P | VG | IG | +/− | B |
| ----------------------- | - | - | - | - | -- | -- | --- | - |
| Itálie                  | 3 | 2 | 0 | 1 | 9  | 3  | +6  | 6 |
| Spojené arabské emiráty | 3 | 1 | 2 | 0 | 5  | 3  | +2  | 5 |
| Egypt                   | 3 | 1 | 0 | 2 | 8  | 12 | −4  | 3 |
| USA                     | 3 | 0 | 0 | 3 | 7  | 11 | −4  | 0 |

| 15. února 2024 15:30 |        |                                                                 |                                                                         |
| USA                  | 1 : 3  | Itálie                                                          | Dubai Design District Stadium, Dubaj diváci: 711 rozhodčí: Mariano Romo |
| Conner Rezende 11'   | Report | Josep Junior Gentilin 2' Emmanuele Zurlo 12' Marco Giordani 20' | Dubai Design District Stadium, Dubaj diváci: 711 rozhodčí: Mariano Romo |

| 15. února 2024 19:30             |        |                         |                                                                          |
| Spojené arabské emiráty          | 2 : 1  | Egypt                   | Dubai Design District Stadium, Dubaj diváci: 2 253 rozhodčí: Jorge Gómez |
| Waleed Beshr 8' Ali Mohammad 15' | Report | Hossam Salama Paulo 32' | Dubai Design District Stadium, Dubaj diváci: 2 253 rozhodčí: Jorge Gómez |

| 17. února 2024 15:30 |        |                        |                                                                              |
| Itálie | 6 : 2  | Egypt                  | Dubai Design District Stadium, Dubaj diváci: 2 465 rozhodčí: Aecio Fernández |
| Fabio Sciacca 8' Luca Bertacca 12' Alessandro Miceli 15' Josep Junior Gentilin 21' Tommaso Fazzini 25' Marco Giordani 35' | Report | Moustafa Sasa 11', 17' | Dubai Design District Stadium, Dubaj diváci: 2 465 rozhodčí: Aecio Fernández |

| 17. února 2024 19:30                              |               |                                      |                                                                               |
| Spojené arabské emiráty                           | 3 : 2 (prod.) | USA                                  | Dubai Design District Stadium, Dubaj diváci: 3 127 rozhodčí: Vladimir Tashkov |
| Rashed Eid 16' Abdulla Abbas 24' Ali Mohammad 39' | Report        | Chris Toth 27' Alessandro Canale 36' | Dubai Design District Stadium, Dubaj diváci: 3 127 rozhodčí: Vladimir Tashkov |

| 19. února 2024 15:30                                                            |               |                                                                |                                                                               |
| Egypt                                                                           | 5 : 4 (prod.) | USA                                                            | Dubai Design District Stadium, Dubaj diváci: 749 rozhodčí: Eduards Borisēvičs |
| Hossam Salama Paulo 10', 11', 30' Ahmed Elshahat 33' (pen.) Elhosseini Taha 38' | Report        | Alessandro Canale 10', 16' Austin Collier 16' Andres Navas 24' | Dubai Design District Stadium, Dubaj diváci: 749 rozhodčí: Eduards Borisēvičs |

| 19. února 2024 19:30 |        |                         |                                                                          |
| Itálie               | 0 : 0  | Spojené arabské emiráty | Dubai Design District Stadium, Dubaj diváci: 3 305 rozhodčí: Said Hachim |
|                      | Report |                         | Dubai Design District Stadium, Dubaj diváci: 3 305 rozhodčí: Said Hachim |

|                                                                    |       | Penaltový rozstřel                     |  |
| Luca Bertacca Marco Giordani Tommaso Fazzini Josep Junior Gentilin | 1 : 3 | Haitham Mohamed Kamal Ali Waleed Beshr |  |

#### Skupina B
| Tým       | Z | V | R | P | VG | IG | +/− | B |
| --------- | - | - | - | - | -- | -- | --- | - |
| Írán      | 3 | 2 | 1 | 0 | 17 | 12 | +5  | 7 |
| Tahiti    | 3 | 2 | 0 | 1 | 12 | 11 | +1  | 6 |
| Argentina | 3 | 1 | 0 | 2 | 11 | 14 | −3  | 3 |
| Španělsko | 3 | 0 | 0 | 3 | 13 | 16 | −3  | 0 |

| 15. února 2024 17:00                                                     |        |                                         |                                                                            |
| Tahiti                                                                   | 4 : 3  | Argentina                               | Dubai Design District Stadium, Dubaj diváci: 813 rozhodčí: Vitalij Gomolko |
| Heirauarii Salem 13', 31' Raimana Li Fung Kuee 21' Roonui Tiniraurii 30' | Report | Lucas Ponzetti 2', 32' Manuel Pomar 34' | Dubai Design District Stadium, Dubaj diváci: 813 rozhodčí: Vitalij Gomolko |

| 15. února 2024 21:00                                             |        |                                                                                  |                                                                                |
| Španělsko                                                        | 6 : 6  | Írán                                                                             | Dubai Design District Stadium, Dubaj diváci: 3 006 rozhodčí: Jelili Ogunmuyiwa |
| David Ardil 1', 10' Chiky Ardil 7', 39' Kuman 18' José Arias 21' | Report | Moslem Mesigar 12' Mohammadali Mokhtari 15', 22', 31' (pen.), 35' Reza Amiri 37' | Dubai Design District Stadium, Dubaj diváci: 3 006 rozhodčí: Jelili Ogunmuyiwa |

|                                            |       | Penaltový rozstřel                                                         |  |
| Antonio Mayor Chiky Ardil José Arias Pedro | 1 : 3 | Mohammadali Mokhtari Ali Mirshekari Movahed Mohammadpour Amirhosein Akbari |  |

| 17. února 2024 17:00                      |        |                                                                                     |                                                                              |
| Španělsko                                 | 3 : 5  | Tahiti                                                                              | Dubai Design District Stadium, Dubaj diváci: 2 622 rozhodčí: Mickie Palomino |
| José Arias 3' Soleiman Batis 10' Dona 15' | Report | Heimanu Taiarui 17' Patrick Tepa 23' Tearii Labaste 23' Roonui Tinirauarii 24', 36' | Dubai Design District Stadium, Dubaj diváci: 2 622 rozhodčí: Mickie Palomino |

| 17. února 2024 21:00                                 |        | |                                                                          |
| Argentina                                            | 3 : 6  | Írán | Dubai Design District Stadium, Dubaj diváci: 3 458 rozhodčí: Louis Siave |
| Lucas Medero 11', 34' Emiliano Holmedilla 18' (pen.) | Report | Mohammadali Mokhtari 4' Hamid Behzadpour 7' Reza Amiri 11' Mohammad Moradi 34' Movahed Mohammadpour 35' Ali Mirshekari 35' | Dubai Design District Stadium, Dubaj diváci: 3 458 rozhodčí: Louis Siave |

| 19. února 2024 17:00                                                                                |        |                                               |                                                                            |
| Argentina                                                                                           | 5 : 4  | Španělsko                                     | Dubai Design District Stadium, Dubaj diváci: 1 066 rozhodčí: Yuichi Hatano |
| Emiliano Holmedilla 18' Axel Rutterschmidt 18' Lucas Ponzetti 29' Manuel Pomar 32' Lucas Medero 35' | Report | José Arias 19' Chiky Ardil 23', 29' Kuman 36' | Dubai Design District Stadium, Dubaj diváci: 1 066 rozhodčí: Yuichi Hatano |

| 19. února 2024 21:00                                                                           |        |                                                            |                                                                            |
| Írán                                                                                           | 5 : 3  | Tahiti                                                     | Dubai Design District Stadium, Dubaj diváci: 3 458 rozhodčí: Sérgio Soares |
| Hamid Behzadpour 24', 31' Seyed Mirjalili 28' Teaonui Tehau 32' (vl.) Mohammadali Mokhtari 35' | Report | Tearii Labaste 14' Roonui Tinirauarii 22' Patrick Tepa 32' | Dubai Design District Stadium, Dubaj diváci: 3 458 rozhodčí: Sérgio Soares |

#### Skupina C
| Tým       | Z | V | R | P | VG | IG | +/− | B |
| --------- | - | - | - | - | -- | -- | --- | - |
| Bělorusko | 3 | 3 | 0 | 0 | 13 | 6  | +7  | 9 |
| Japonsko  | 3 | 2 | 0 | 1 | 10 | 9  | +1  | 6 |
| Senegal   | 3 | 1 | 0 | 2 | 13 | 15 | −2  | 3 |
| Kolumbie  | 3 | 0 | 0 | 3 | 6  | 12 | −6  | 0 |

| 16. února 2024 15:30                           |        |                                                   |                                                                             |
| Kolumbie                                       | 2 : 3  | Japonsko                                          | Dubai Design District Stadium, Dubaj diváci: 868 rozhodčí: Gonzalo Carballo |
| Esleider De Avila 22' (pen.) Julio Pantoja 35' | Report | Takuya Akaguma 2' Ozu Moreira 19' Takaaki Oba 26' | Dubai Design District Stadium, Dubaj diváci: 868 rozhodčí: Gonzalo Carballo |

| 16. února 2024 19:30                                          |        |                                                                            |                                                                              |
| Senegal                                                       | 4 : 6  | Bělorusko                                                                  | Dubai Design District Stadium, Dubaj diváci: 1 004 rozhodčí: Turki Al-Salehi |
| Amar Samb 13' Mandione Diagne 20', 36' Raoul Mendy 33' (pen.) | Report | Aleh Hapon 11' (pen.), 16', 31' Ihar Bryshtel 13', 21' Yury Piatrouski 27' | Dubai Design District Stadium, Dubaj diváci: 1 004 rozhodčí: Turki Al-Salehi |

| 18. února 2024 15:30        |        |                                                         |                                                                            |
| Japonsko                    | 1 : 3  | Bělorusko                                               | Dubai Design District Stadium, Dubaj diváci: 1 411 rozhodčí: Lucas Estevão |
| Ivan Kanstantsinau 3' (vl.) | Report | Ihar Bryshtel 5' Mikhail Avgustov 20' Artsemi Drozd 23' | Dubai Design District Stadium, Dubaj diváci: 1 411 rozhodčí: Lucas Estevão |

| 18. února 2024 19:30                                                                    |        |                                                 |                                                                                 |
| Senegal                                                                                 | 5 : 3  | Kolumbie                                        | Dubai Design District Stadium, Dubaj diváci: 2 248 rozhodčí: Abdulaziz Abdullah |
| Mamour Diagne 14' Ousseynou Faye 19' Raoul Mendy 29' Papa Ndoye 31' Mandione Diagne 36' | Report | Edu López 2' Juan Ossa 8' Esleider De Avila 27' | Dubai Design District Stadium, Dubaj diváci: 2 248 rozhodčí: Abdulaziz Abdullah |

| 20. února 2024 15:30                          |        |                       |                                                                            |
| Bělorusko                                     | 4 : 1  | Kolumbie              | Dubai Design District Stadium, Dubaj diváci: 720 rozhodčí: Ibrahim Alreesi |
| Anatoliy Ryabko 5' Ihar Bryshtel 8', 18', 32' | Report | Esleider De Avila 36' | Dubai Design District Stadium, Dubaj diváci: 720 rozhodčí: Ibrahim Alreesi |

| 20. února 2024 19:30                                                                 |        |                                                      |                                                                                |
| Japonsko                                                                             | 6 : 4  | Senegal                                              | Dubai Design District Stadium, Dubaj diváci: 2 511 rozhodčí: Saverio Bottalico |
| Naoya Matsuo 16' Kosuke Matsuda 26', 32' Takaaki Oba 32', 35' (pen.) Ozu Moreira 35' | Report | Ninou Diatta 7' Amar Samb 14', 29' Mamour Diagne 28' | Dubai Design District Stadium, Dubaj diváci: 2 511 rozhodčí: Saverio Bottalico |

#### Skupina D
| Tým         | Z | V | R | P | VG | IG | +/− | B |
| ----------- | - | - | - | - | -- | -- | --- | - |
| Brazílie    | 3 | 2 | 1 | 0 | 12 | 8  | +4  | 7 |
| Portugalsko | 3 | 2 | 0 | 1 | 13 | 7  | +6  | 6 |
| Omán        | 3 | 1 | 0 | 2 | 10 | 10 | 0   | 3 |
| Mexiko      | 3 | 0 | 0 | 3 | 7  | 17 | −10 | 0 |

| 16. únor 2024 17:00                                                                 |        |                                        |                                                                                          |
| Portugalsko                                                                         | 8 : 2  | Mexiko                                 | Dubai Design District Stadium, Dubaj diváci: 1 172 rozhodčí: Aurélien Planchais-Godefroy |
| Léo Martins 1', 9', 14', 32', 32' Bê Martins 4' Andé Lourenço 11' Jordan Santos 12' | Report | Héctor Acevedo 26' Ramón Maldonado 33' | Dubai Design District Stadium, Dubaj diváci: 1 172 rozhodčí: Aurélien Planchais-Godefroy |

| 16. února 2024 21:00                                             |        |                                                                     |                                                                               |
| Brazílie                                                         | 5 : 3  | Omán                                                                | Dubai Design District Stadium, Dubaj diváci: 2 752 rozhodčí: Ingilab Mammadov |
| Edson Hulk 3' (pen.), 29' Mauricinho 6' Catarino 11' Rodrigo 12' | Report | Abdullah Al-Sauti 2' Abdulrahman Al-Fazari 11' Khalid Al-Oraimi 15' | Dubai Design District Stadium, Dubaj diváci: 2 752 rozhodčí: Ingilab Mammadov |

| 18. února 2024 17:00                       |        |                                                                                            |                                                                               |
| Mexiko                                     | 2 : 5  | Omán                                                                                       | Dubai Design District Stadium, Dubaj diváci: 1 416 rozhodčí: Łukasz Ostrowski |
| Cristofher Castillo 12' Diego Martínez 13' | Report | Yahya Al-Muraiki 1', 27' Yaqdhan Al-Hindasi 17' Mandhar Al-Araimi 24' Khalid Al-Oraimi 29' | Dubai Design District Stadium, Dubaj diváci: 1 416 rozhodčí: Łukasz Ostrowski |

| 18. února 2024 21:00                   |               |                                  |                                                                           |
| Brazílie                               | 3 : 2 (prod.) | Portugalsko                      | Dubai Design District Stadium, Dubaj diváci: 3 458 rozhodčí: Juan Angeles |
| Rodrigo 6' Catarino 18' Mauricinho 38' | Report        | Bê Martins 27' Jordan Santos 27' | Dubai Design District Stadium, Dubaj diváci: 3 458 rozhodčí: Juan Angeles |

| 20. února 2024 17:00                       |        |                                        |                                                                         |
| Omán                                       | 2 : 3  | Portugalsko                            | Dubai Design District Stadium, Dubaj diváci: 978 rozhodčí: Mariano Romo |
| Abdullah Al-Sauti 26' Khalid Al-Oraimi 36' | Report | Léo Martins 16', 36' Jordan Santos 20' | Dubai Design District Stadium, Dubaj diváci: 978 rozhodčí: Mariano Romo |

| 20. února 2024 21:00                                         |               |                                               |                                                                                 |
| Mexiko                                                       | 3 : 4 (prod.) | Brazílie                                      | Dubai Design District Stadium, Dubaj diváci: 3 458 rozhodčí: Francisco Bumedien |
| Cristofher Castillo 1' Salomón Wbias 18' Ramón Maldonado 35' | Report        | Edson Hulk 7', 39' Mauricinho 11' Alisson 31' | Dubai Design District Stadium, Dubaj diváci: 3 458 rozhodčí: Francisco Bumedien |

## Vyřazovací fáze
|  | Čtvrtfinále             | Čtvrtfinále            |                        |           | Semifinále  | Semifinále  |  |  | Finále                 | Finále |
|  |                         |                        |                        |           |             |             |  |  |                        |        |
|  | 22. února 2024 - Dubaj  |                        |                        |           |             |             |  |  |                        |        |
|  |                         |                        |                        |           |             |             |  |  |                        |        |
|  | Írán                    | 2                      |                        |           |             |             |  |  |                        |        |
|  | Írán                    | 2                      | 24. února 2024 - Dubaj |           |             |             |  |  |                        |        |
|  | Spojené arabské emiráty | 1                      |                        |           |             |             |  |  |                        |        |
|  | Spojené arabské emiráty | 1                      | Írán                   | 2         |             |             |  |  |                        |        |
|  | 22. února 2024 - Dubaj  |                        | Írán                   | 2         |             |             |  |  |                        |        |
|  |                         | Brazílie               | 3                      |           |             |             |  |  |                        |        |
|  | Brazílie                | Brazílie               | 3                      | 8         |             |             |  |  |                        |        |
|  | Brazílie                |                        | 25. února 2024 - Dubaj | 8         |             |             |  |  |                        |        |
|  | Japonsko                | 4                      |                        |           |             |             |  |  |                        |        |
|  | Japonsko                | 4                      | Brazílie               | 6         |             |             |  |  |                        |        |
|  | 22. února 2024 - Dubaj  |                        | Brazílie               | 6         |             |             |  |  |                        |        |
|  |                         | Itálie                 | 4                      |           |             |             |  |  |                        |        |
|  | Itálie                  | Itálie                 | 4                      | 5         |             |             |  |  |                        |        |
|  | Itálie                  | 24. února 2024 - Dubaj |                        | 5         |             |             |  |  |                        |        |
|  | Tahiti                  | 2                      |                        |           |             |             |  |  |                        |        |
|  | Tahiti                  | 2                      | Itálie (pen.)          | 3 (5)     | Třetí místo | Třetí místo |  |  |                        |        |
|  | 22. února 2024 - Dubaj  |                        | Itálie (pen.)          | 3 (5)     | Třetí místo | Třetí místo |  |  |                        |        |
|  |                         | Bělorusko              | 3 (4)                  |           |             |             |  |  |                        |        |
|  | Bělorusko (prod.)       | Bělorusko              | 3 (4)                  | 4         | Írán        | 6           |  |  |                        |        |
|  | Bělorusko (prod.)       |                        |                        | 4         | Írán        | 6           |  |  |                        |        |
|  | Portugalsko             | 3                      |                        | Bělorusko | 1           |             |  |  |                        |        |
|  | Portugalsko             | 3                      |                        |           | 1           |             |  |  |                        |        |
|  |                         |                        |                        |           |             |             |  |  | 25. února 2024 - Dubaj |        |
|  |                         |                        |                        |           |             |             |  |  |                        |        |

#### Čtrvtfinále
| 22. února 2024 15:30                                                                                |        |                                                           |                                                                           |
| Brazílie                                                                                            | 8 : 4  | Japonsko                                                  | Dubai Design District Stadium, Dubaj diváci: 2 505 rozhodčí: Juan Angeles |
| Alisson 2', 25' Bruno Xavier 7' Rodrigo 10' Filipe Silva 20' Brendo 20' Edson Hulk 23' Catarino 34' | Report | Takahito Yamada 27' Takaaki Oba 28', 33' Yusuke Kawai 29' | Dubai Design District Stadium, Dubaj diváci: 2 505 rozhodčí: Juan Angeles |

| 22. února 2024 17:00                    |               |                                                         |                                                                               |
| Bělorusko                               | 4 : 3 (prod.) | Portugalsko                                             | Dubai Design District Stadium, Dubaj diváci: 2 293 rozhodčí: Vladimir Tashkov |
| Ihar Bryshtel 13', 14', 18' (pen.), 39' | Report        | Duarte Algarvio 9' Jordan Santos 23' Bernardo Lopes 29' | Dubai Design District Stadium, Dubaj diváci: 2 293 rozhodčí: Vladimir Tashkov |

| 22. února 2024 19:30                     |        |                         |                                                                            |
| Írán                                     | 2 : 1  | Spojené arabské emiráty | Dubai Design District Stadium, Dubaj diváci: 3 458 rozhodčí: Sérgio Soares |
| Mohammad Masoumi 17' Seyed Mirjalili 23' | Report | Abdulla Abbas 14'       | Dubai Design District Stadium, Dubaj diváci: 3 458 rozhodčí: Sérgio Soares |

| 22. února 2024 21:00                                                                      |        |                                        |                                                                           |
| Itálie                                                                                    | 5 : 2  | Tahiti                                 | Dubai Design District Stadium, Dubaj diváci: 1 901 rozhodčí: Mariano Romo |
| Marco Giordani 12', 17' Luca Bertacca 30' Josep Junior Gentilin 34' Alessandro Remedi 35' | Report | Heimanu Taiarui 3' Tamatoa Tetauira 3' | Dubai Design District Stadium, Dubaj diváci: 1 901 rozhodčí: Mariano Romo |

#### Semifinále
| 24. února 2024 18:00                   |        |                                    |                                                                               |
| Írán                                   | 2 : 3  | Brazílie                           | Dubai Design District Stadium, Dubaj diváci: 3 458 rozhodčí: Łukasz Ostrowski |
| Ali Mirshekari 1' Mohammad Masoumi 13' | Report | Alisson 15' (pen.), 27' Brendo 36' | Dubai Design District Stadium, Dubaj diváci: 3 458 rozhodčí: Łukasz Ostrowski |

| 24. února 2024 19:30                                             |        |                                          |                                                                              |
| Itálie                                                           | 3 : 3  | Bělorusko                                | Dubai Design District Stadium, Dubaj diváci: 3 458 rozhodčí: Mickie Palomino |
| Josep Junior Gentilin 20' Marco Giordani 24' Emmanuele Zurlo 31' | Report | Ihar Bryshtel 4', 30' Yauheni Novikau 9' | Dubai Design District Stadium, Dubaj diváci: 3 458 rozhodčí: Mickie Palomino |

|                                                                                 |       | Penaltový rozstřel                                                         |  |
| Luca Bertacca Tommaso Fazzini Josep Junior Gentilin Ovidio Alla Emmanuele Zurlo | 5 : 4 | Ihar Bryshtel Yahor Hardzetski Vadzim Bokach Artsemi Drozd Yauheni Novikau |  |

#### O 3. místo
| 25. února 2024 18:00 |        |                       |                                                                              |
| Írán | 6 : 1  | Bělorusko             | Dubai Design District Stadium, Dubaj diváci: 3 333 rozhodčí: Aecio Fernández |
| Ali Mirshekari 2' Movahed Mohammadpour 3' Mohammad Moradi 14' Reza Amiri 14' Mohammad Masoumi 20' Mohammadali Mokhtari 33' | Report | Mikita Chaikouski 34' | Dubai Design District Stadium, Dubaj diváci: 3 333 rozhodčí: Aecio Fernández |

#### Finále
| 25. února 2024 19:30                                                           |        |                                                     |                                                                           |
| Brazílie                                                                       | 6 : 4  | Itálie                                              | Dubai Design District Stadium, Dubaj diváci: 3 458 rozhodčí: Juan Angeles |
| Rodrigo 12', 19', 29' Bruno Xavier 21' Gianmarco Genovali 23' (vl.) Brendo 27' | Report | Gianmarco Genovali 4', 33' Tommaso Fazzini 19', 27' | Dubai Design District Stadium, Dubaj diváci: 3 458 rozhodčí: Juan Angeles |